# Réginald Mbu Alidor
Réginald Mbu Alidor (Parigi, 15 maggio 1993) è un calciatore francese, attaccante svincolato.

## Carriera
In carriera ha giocato 23 partite di qualificazione alle coppe europee, 3 per la Champions League e 20 per l'Europa League, tutte con il Kalju Nõmme.

## Palmarès

### Club

#### Competizioni nazionali
- Coppa di Estonia: 1

Kalju Nõmme: 2014-2015
- Campionato estone: 1

Kalju Nõmme: 2018
- Supercoppa di Estonia: 1

Kalju Nõmme: 2019